# پترالیا سوتانا
پترالیا سوتانا (به ایتالیایی: Petralia Sottana) یک کومونه در ایتالیا است که در استان پالرمو واقع شده‌است.

## خصوصیات
پترالیا سوتانا ۱۷۸ کیلومترمربع مساحت و ۲٬۹۸۰ نفر جمعیت دارد و ۱٬۰۰۰ متر بالاتر از سطح دریا واقع شده‌است.